# 徐森玉
徐森玉（1881年8月17日—1971年5月19日），名鴻寶，字森玉，以字行，浙江吴兴人，中國金石學家、文物鑑定專家、圖書館事業家、藏書家。就學於山西大學堂，畢業後曾任清史館纂修、北京大學圖書館館長、故宮博物院古物館館長。1935年後，發起成立中國博物館協會，歷任上海博物館館長、上海市文化部文物處處長、上海市文史研究館館務委員、中央文史研究館副館長等職務。
徐鴻寶一生在徵集、保護中國流散的圖書及文物，做出了卓越的貢獻，被譽為「國寶守護神」，全球文物考古界譽為「中國百年十大著名文物考古家」之一，1971年5月病逝於上海。

## 生平
他的母親徐閔氏出身浙江一個以刊刻為歷代家業的名門望族（即印行「閔刻本」的家族），因此徐鴻寶自小便跟隨母親習字而有深厚古文功底，之後進入白鹿洞書院跟隨于式枚學習，後再考進山西大學堂學習化學，求學期間，與學者寶熙來往，而開始對清宮收藏有所接觸認識。
辛亥革命後，代替李大釗擔任北京大學圖書館館長，後又進入教育部，在1924年則被派任善後委員，任故宮古物館館長，負責清宮文物清點工作。在1939年參與成立文献保存同志会，與鄭振鐸、張元濟、何炳松、張壽鏞等名學者和文物專家，合力收購流落上海、香港的善本珍籍。1949年則參與了文物造冊，主張將文物精品運送至台灣。並參與了文物南遷，在運送過程中還然不慎跌傷，卧床昆明達五個月之久。
50年代之後，徐森玉在上海活動，擔任了上海文物保管委員會主任、上海博物館館長、上海文史館副館長。在文革期間被列入十大反動學術權威而被批鬥，逝世於上海。

## 成就

### 參與搶救文物
- 《中秋帖》
- 《伯遠帖》
- 《居延漢簡》
- 《趙城藏》（金刻大茂藏經）
- 《磧砂藏》（磧砂大藏經）[4]

### 發現重要文物
- 大同遼代古寺
- 北京元代阿拉伯式浴池
- 三門峽摩崖石刻
- 太平天國“天王玉璽”兩方[4]

### 書畫鑑定
在1955年出版的《畫苑掇英》序中，他曾提出鑑定方法與理論：「各時代的畫風是當時畫苑的主流。這一主流的趨向力量極大，在當時的任何畫家都要受它影響，很難獨自超出這個範圍……每一個畫家都有他自己的面貌和精神……這個面貌和精神，雖則有從粗到精，從不成熟到成熟的不同，但一般是有一條貫徹始終的線索的。」
曾對《郁孤台帖》、《凤墅帖》、《蘭亭序》等帖有相關鑑定評論。